# Daniel Sarmento
Daniel Antônio de Moraes Sarmento é um jurista e professor brasileiro. Foi procurador da República e atualmente é advogado e professor titular de direito constitucional da Universidade do Estado do Rio de Janeiro (UERJ).

## Formação
Daniel Sarmento é bacharel em direito pela Universidade do Estado do Rio de Janeiro (1991), tendo concluído o mestrado e o doutorado em direito constitucional pela mesma universidade, em 1999 e 2003, respectivamente, sob a orientação do professor Ricardo Lobo Torres. Em 2006, realizou pós-doutorado na Yale University, Estados Unidos. É fluente em inglês e francês.

## Atuação
Em 1995, ingressou na carreira de procurador da República, na qual atuou até 2014, quando, já procurador regional da República, pediu exoneração do Ministério Público Federal para exercer a advocacia. Desde 2015 é sócio fundador do escritório Daniel Sarmento Advogados.
Membro fundador da Clínica de Direitos Fundamentais da Universidade do Estado do Rio de Janeiro, instituição onde leciona desde 2001, tornou-se professor titular de direito constitucional em 2015.. Professor de Direito Constitucional na Escola Superior de Advocacia Pública (2004- atual), na Escola da Magistratura do Estado do Rio de Janeiro (1999-2006) e na Universidade Cândido Mendes (1999-2001).

## Livros publicados
Livros publicados por Daniel Sarmento, como autor ou organizador, considerando-se o ano da primeira edição: 
- O Controle de constitucionalidade e a Lei 9.868/99. Rio de Janeiro: Lumen Juris, 2002.
- A ponderação de interesses na Constituição Federal. Rio de Janeiro: Lumen Juris, 2003.
- Direitos fundamentais e relações privadas. Rio de Janeiro: Lumen Juris, 2004.
- Interesses públicos versus interesses privados: desconstruindo o princípio da supremacia do interesse público. Rio de Janeiro: Lumen Juris, 2005.
- Direitos Fundamentais: Estudos em Homenagem ao Professor Ricardo Lobo Torres. Rio de Janeiro: Renovar, 2006 (organizador, junto a Flávio Galdino).
- A Constitucionalização do Direito: fundamentos teóricos e aplicações específicas. Rio de Janeiro: Lumen Juris, 2006 (organizador, junto a Cláudio Pereira de Souza Neto).
- Livres e Iguais: Estudos de Direito Constitucional. Rio de Janeiro: Lumen Juris, 2006.
- Nos limites da vida: aborto, clonagem humana e eutanásia sob a perspectiva dos direitos humanos. Rio de Janeiro: Lumen Juris, 2007 (organizador, junto a Flávia Piovesan).
- Direitos Sociais: Fundamentos, Judicialização e Direitos Sociais em Espécie. Rio de Janeiro: Lumen Juris, 2008 (organizador, junto a Cláudio Pereira de Souza Neto).
- Igualdade, Diferença e Direitos Humanos. Rio de Janeiro: Lumen Juris, 2008 (organizador, junto a Flávia Piovesan e Daniela Ikawa).
- Filosofia e Teoria Constitucional Contemporânea. Rio de Janeiro: Lumen Juris, 2009.
- Vinte Anos da Constituição Federal. Rio de Janeiro: Lumen Juris, 2009 (organizador, junto a Cláudio Pereira de Souza Neto e Gustavo Binenbojm).
- Por um Constitucionalismo Inclusivo: História Constitucional Brasileira, Teoria da Constituição e Direitos Fundamentais. Rio de Janeiro: Lumen Juris, 2010.
- Direitos Fundamentais no Supremo Tribunal Federal: Balanço e Crítica. Rio de Janeiro: Lumen Juris, 2011 (organizador, junto a Ingo Wolfgang Sarlet).
- Direito constitucional: teoria, história e métodos de trabalho. Belo Horizonte: Fórum, 2012 (em coautoria com Cláudio Pereira de Souza Neto).
- Jurisdição Constitucional e Política. Rio de Janeiro: Forense, 2015.
- Dignidade da Pessoa Humana: conteúdo, trajetórias e metodologia. Belo Horizonte: Fórum, 2016.
- Direitos, Democracia e República. Belo Horizonte: Fórum, 2017.